# Пасатні течії
Пасатні течії — поверхневі течії Світового океану в тропічних та екваторіальних широтах обох півкуль, викликані пануючими в тих місцевостях пасатами. Стійкість пасатних вітрів зумовлює загальну стійкість пасатних течій. Їхня швидкість становить 0,2 1 метр на секунду, але швидко зменшується зі збільшенням глибини, витрата води до 45 млн м3 на секунду. В Атлантичному і Тихому океанах пасатні течії йдуть двома широкими потоками, розділеними вузькими міжпасатними протитечіями, розташованими на 3—10° північної широти в області сходження північно-східних та південно-західних пасатів. В Індійському океані через мусонну циркуляцію Північна пасатна течія спостерігається лише взимку, а влітку змінюється мусонною течією протилежного напрямку. Міжпасатна протитечія розташована на 2—10° південної широти.
Пасатні течії починаються в східних частинах океанів. Вони переносять води, принесені іншими течіями з вищих широт, тому їх температура зі сходу на захід змінюється з 20—25 °C до 28—29 °C, солоність з 34,5 до 37,3 ‰. У західних частинах океанів пасатні течії дають початок потужним, теплим, спрямованим на північ течіям — Антильській та Бразильській в Атлантичному, Східноавстралійській та Куросіо в Тихому, Сомалійській (лише взимку) та Мозамбіцькій в Індійському океанах.